# Млинково (Шамотульський повіт)
Млинково (пол. Młynkowo) — село в Польщі, у гміні Душники Шамотульського повіту Великопольського воєводства.
Населення — 174 особи (2011).
У 1975-1998 роках село належало до Познанського воєводства.

## Демографія
Демографічна структура станом на 31 березня 2011 року:
|          | Загалом | Допрацездатний вік | Працездатний вік | Постпрацездатний вік |
| -------- | ------- | ------------------ | ---------------- | -------------------- |
| Чоловіки | 85      | 28                 | 51               | 6                    |
| Жінки    | 89      | 13                 | 54               | 22                   |
| Разом    | 174     | 41                 | 105              | 28                   |